# Tim Federowicz
Tim Joseph Federowicz (Erie, 5 de agosto de 1987) é um jogador de beisebol estadunidense, que joga na posição de receptor (catcher).

## Carreira
Federowicz compôs o elenco da Seleção dos Estados Unidos de Beisebol nos Jogos Olímpicos de Verão de 2020 em Tóquio, onde conquistou a medalha de prata após confronto contra a equipe japonesa na final da competição.